# Hardwick (Buckinghamshire)
Pour les articles homonymes, voir Hardwicke.
Hardwick est une paroisse civile et un village du Buckinghamshire, en Angleterre.